# Camponotus odiosus
Camponotus odiosus är en myrart som beskrevs av Auguste-Henri Forel 1886. Camponotus odiosus ingår i släktet hästmyror, och familjen myror. Inga underarter finns listade.